# Кавана, Чарли
Чарльз Хью Кавана (англ. Charles Hugh Kavanagh, 9 июня 1891, Чикаго, Иллинойс — 6 сентября 1973, Ридсберг, Висконсин) — американский бейсболист. Выступал за «Чикаго Уайт Сокс» в роли пинч-хиттера.

## Биография
Чарльз родился 9 июня 1891 года (по другим данным 1892 года) в Чикаго. В 1913 году «Чикаго Уайт Сокс» приобрели права на него у команды из Грин-Бей за 2 500 долларов. 
В Главной лиге бейсбола дебютировал в 1914 году в игре с «Вашингтон Сенаторз». Всего в составе клуба провёл шесть игр, выбил один хит. Все матчи за «Уайт Сокс» провёл в роли пинч-хиттера.
Кавана участвовал в Первой мировой войне. 26 июня 1918 года он женился на Кэтлин Бреннан. Работал бейлифом в суде округа Кук. Женился второй раз 8 августа 1950 года, его супругой стала Магдален Динер.
Умер 6 сентября 1973 года в Ридсберге, Висконсин. Похоронен на кладбище Кальвари. 